# Ruqqad
Ruqqad este un wadi care curge în sud-vest Siriei, iar de facto în nord-estul Israelului. Se varsă în Râul Yarmouk, căruia îi este unul dintre principalii afluenți, și formează limita estică topografică a Înălțimilor Golan. Aceasta marchează partea de sud-est a frontierei „de facto”, dintre partea anexată de Israel a Înălțimilor Golan și partea siriană a regiunii.
Bătălia de la Yarmuk dintre bizantini și musulmani din 636 a avut loc într-o zonă mărginită de Wadi ar-Raqqad, aproape de confluența sa cu râul Yarmouk.

## Nume
Numele este scris ca Wadi ar-Raqqad, al Raqqad, Ruqqad sau Ruqqād, în diferite combinații. Cuvântul este derivat din rădăcina {RQD} și înseamnă mai mult sau mai puțin să dormi sau să te culci.